# 善性寺 (世田谷区)
善性寺（ぜんしょうじ）は、東京都世田谷区にある真言宗豊山派の寺院。

## 歴史
1715年（正徳5年）に開山された。この地は当地の領主吉良氏が築いた世田谷城の支城赤堤砦に比定されている。
本尊は不動明王である。この不動明王は良弁僧正の作といわれている。その由来を彫った版木「不動明王霊像略縁起」があり、現在は当寺の本寺である勝国寺に所蔵されている。

## 交通アクセス
- 小田急小田原線豪徳寺駅より徒歩5分。